# Bundesstraße 76
Die Bundesstraße 76 (Abkürzung: B 76) verläuft in Schleswig-Holstein von Schleswig über Eckernförde nach Kiel, und von dort weiter über Plön, Eutin und die Ostseebäder an der Lübecker Bucht als Bäderstraße nach Lübeck-Travemünde, wo sie in die B 75 mündet.

## Verlauf und Verkehrsstärke
Seit der Herabstufung des parallel zur A 7 verlaufenden nördlichsten Teils der Bundesstraße 76 zwischen Flensburg und Schleswig zur schleswig-holsteinischen Landesstraße 317 beginnt die B 76 an der B 201. 
Auf Höhe der Ausgrabungsstätte Haithabu geht die Straße südlich von Schleswig in die Bundesstraße 77 nach Rendsburg über, die B 76 dagegen führt am südlichen Ufer der Schlei entlang über Fleckeby nach Eckernförde.
Zwischen Kosel (K 57) und Fleckeby (K 86) ist einer der am schwächsten befahrenen Abschnitte mit einer DTV von 10.000 Kfz/24h.
Im nördlichen Stadtgebiet von Eckernförde teilt sich die B 76 die Trasse auf knapp zwei Kilometer mit der B 203, dieser Abschnitt hat eine DTV von 24.000 Kfz/24h. Direkt nördlich der Teilung von B 76 und B 203 ist eine Dauerzählstelle, hier werden 12.000 Kfz/24h und 600 Fz/24h Schwerverkehr (Stand 2018) ermittelt.
In Kiel bildet die B 76 eine vielbefahrene Stadtautobahn, die Ost- und Westufer der Kieler Förde miteinander verbindet. Zwischen dem Anschluss an die 503 und der Abfahrt Kronshagen-Nord L 194 ist der meistbefahrene Abschnitt mit 82.200 Kfz/24h, auch der nächste Abschnitt bis zur Anschlussstelle Kiel-Mitte an die A 215 ist mit 80.900 Kfz/24h  und der von dort bis zum Westring K 10 südlich von Ikea mit 75.100 Kfz/24h fast ebenso stark befahren.
Es bestehen Kreuzungs- bzw. Schnittpunkte mit den Bundesstraßen 202, 404, 502; in weiten Teilen des Kieler Stadtgebiets sowie Raisdorf verläuft die B 76 mit der B 202 auf einer gemeinsamen, vierspurigen Trasse.
Die Ortsumgehung Preetz, zwischen K53 und L49 wird von 12.000 Kfz/24h befahren.
Im Stadtgebiet Plön teilt sich die B 76 die Trasse auf ca. 1.000 Meter mit der B 430, hier ergeben sich Verkehrsstärken von 19.400 Kfz/24h.
Zwischen den Autobahnanschlussstellen Eutin und Scharbeutz folgt sie dem Verlauf der A 1, nachdem man in den 1980er Jahren die B 76 aus der Ortslage von Haffkrug herausgenommen hat. Nach Scharbeutz erschließt die B 76 den Badeort Timmendorfer Strand und seinen Ortsteil Niendorf und endet daraufhin in Lübeck-Travemünde an der autobahnähnlich ausgebauten B 75, dieser letzte Abschnitt ist der mit der geringsten gemessenen Verkehrsdichte, 8.000 Kfz/24h.

## Geschichte

### Ursprung
Der Ausbau des Landwegs zur Chaussee begann in der Mitte des 19. Jahrhunderts mit den ersten Bauabschnitten Eutin–Süsel (1844) und Kiel–Preetz (1843/1844). Der nördliche Streckenabschnitt zwischen Flensburg und Schleswig wurde 1846 gebaut. Die südliche Teilstrecke zwischen Kiel und Eutin wurde 1849 mit dem Streckenabschnitt zwischen Plön und Eutin vollendet. Die Straße von Bad Schwartau über Pansdorf und Pönitz bis zum Kreuz mit der B 76 am Süseler Baum (die frühere Bundesstraße 207) als kürzeste Verbindung von Lübeck nach Eutin wurde bereits 1841 fertiggestellt.
Der Streckenabschnitt zwischen Eckernförde und Schleswig wurde erst 1882 zur Chaussee ausgebaut.
Die B 76 wurde früher Reichsstraße Haffkrug-Kupfermühle genannt.

### Frühere Strecken und Bezeichnungen
Bei der ursprünglichen Nummerierung 1932 führte die damalige Fernverkehrsstraße 76 (FVS 76), ab 1934 in Reichsstraße 76 (R 76) umbenannt, von Flensburg nach Lübeck. In Kiel führte die Reichsstraße durch die Innenstadt über den Königsweg und die Alte Lübecker Chaussee.

### Ersetzungen
- Die Teilstrecke zwischen Flensburg und Schleswig wurde später durch die Bundesautobahn 7 (1978 Lückenschluss der A 7 bis zur dänischen Grenze) ersetzt.
- Seit dem 14. Juni 2004 führt die Trasse östlich an der Stadt Preetz und der Gemeinde Schellhorn vorbei.
- Am 20. November 2004 wurde die östliche Umgehung des Ortes Gettorf eingeweiht und mündet nun Richtung Kiel in den dortigen vierspurigen Ausbau.
- Das Teilstück in Eckernförde zwischen der Abfahrt zur B 203 im Norden und Lornsenplatz im Süden wurde seit dem Sommer 2009 bis November 2014 vierspurig ausgebaut.
- Im Kieler Stadtgebiet wurde der ursprüngliche Verlauf (Erste Levensauer Hochbrücke – Eckernförder Straße – Sternstraße – Ringstraße – Königsweg – Alte Lübecker Chaussee) nahezu komplett ersetzt oder verlagert: So führt die – zwischen Eckernförde und Raisdorf ampelfreie – Bundesstraße jetzt über eine 1984 neu erbaute Kanalhochbrücke (zweite Levensauer Hochbrücke) und (als Olof-Palme-Damm, vormals tlw. Mühlenweg) westlich um die Innenstadt herum sowie auf einer Brücke über den Joachimsplatz; sie hat direkte, kreuzungsfreie Anbindungen an die Bundesautobahn 215 und die B 503.

## Ausbauzustand
Der Ausbauzustand der B 76 gliedert sich wie folgt:
| Abschnitt                                        | Streifen | Trennstreifen | Bemerkung                                                |
| ------------------------------------------------ | -------- | ------------- | -------------------------------------------------------- |
| AS Schleswig-Nord – Hasselholmer Talbrücke       | 4        | nein          |                                                          |
| Hasselholmer Talbrücke – Gottorfbrücke           | 2        | nein          | Aufgrund von Brückenschäden auf 2 Fahrstreifen reduziert |
| Gottorfbrücke – AS Schleswig-Süd                 | 4        | nein          |                                                          |
| AS Schleswig-Süd – Eckernförde-Carlshöhe         | 2        | nein          |                                                          |
| Eckernförde-Carlshöhe – Eckernförde-Zentrum      | 4        | nein          |                                                          |
| Eckernförde-Zentrum – AS Gettorf-Nord            | 2        | nein          |                                                          |
| AS Gettorf-Nord – AS Gettorf-Süd                 | 2        | nein          | kreuzungsfrei                                            |
| AS Gettorf-Süd – AS Kiel-Westring                | 4        | ja            | autobahnähnlich                                          |
| AS Kiel-Westring – AS Kiel-Ostring               | 4        | ja            | städtisch, kreuzungsfrei                                 |
| AS Kiel-Ostring – AS Schwentinental-Süd          | 4        | ja            | kreuzungsfrei                                            |
| AS Schwentinental-Süd – Plön-Hamburger Straße    | 2        | nein          |                                                          |
| Plön-Hamburger Straße – Plön-Lütjenburger Straße | 4        | nein          |                                                          |
| Plön-Lütjenburger Straße – AS Eutin              | 2        | nein          |                                                          |
| Scharbeutz – AS Lübeck-Travemünde                | 2        | nein          |                                                          |

## Tourismus

### Ferienstraßen
Die Deutsche Ferienstraße führt zwischen Plön und Lübeck-Travemünde teilweise entlang der B 76. Als Bäderstraße hat sie im Bereich der Lübecker Bucht die Haupterschließungsfunktion für die Ostseebäder untereinander.

### Sehenswürdigkeiten
Verlässt man vor Preetz die Ortsumgehung und folgt der alten Trasse, so befindet sich in Preetz linker Hand das Kloster Preetz, welches nicht nur wegen seiner Kapelle einen Stopp wert ist. Weiter südlich von Preetz führt der Weg am Sophienhofer Kreuz vorbei, wo sich die Sophienhofer Kapelle befindet. Bei klarer Sicht kann man im weiteren Verlauf bereits einige Kilometer vor Plön das Plöner Schloss sehen. Der historische Stadtkern von Plön ist erwähnenswert. Kurz vor Eutin zweigt ein Forstweg in den Dodauer Forst ab, wo sich die Bräutigamseiche befindet, die als Briefkasten für Heiratswillige fungiert. Auch Eutin ist sehenswert; seit der Eröffnung der Ortsumgehung muss aber auch hier dem Verlauf der alten Trasse gefolgt werden.

### Landschaftlich reizvolle Strecken
Der Trassenverlauf ist besonders im Bereich zwischen Raisdorf und der A 1 attraktiv, er führt durch Wälder, an der Plöner Seenplatte vorbei durch die Holsteinische Schweiz. Westlich von Timmendorfer Strand liegt der idyllische Hemmelsdorfer See.